# Penna San Giovanni
Penna San Giovanni är en ort och kommun i provinsen Macerata i regionen Marche i Italien. Kommunen hade 1 095 invånare (2018).